# Würth Modyf
 (juillet 2025).
 (juillet 2025).
 (juillet 2025).
Motif : Notoriété encyclopédique de cette filiale ? Sources de qualité ?
- Archive Wikiwix
- Bing
- Cairn
- DuckDuckGo
- E. Universalis
- Gallica
- Google
- G. Books
- G. News
- G. Scholar
- Persée
- Qwant
- (zh) Baidu
- (ru) Yandex
- (wd) trouver des œuvres sur Wikidata

| 1. | Préciser le motif de la pose du bandeau. | Précisez le motif de la pose du bandeau en utilisant la syntaxe suivante : {{admissibilité à vérifier\|date=août 2025\|motif=remplacez ce texte par le motif}}                   |
| 2. | Informer les utilisateurs concernés.     | Pensez à avertir le créateur de l'article, par exemple, en insérant le code ci-dessous sur sa page de discussion : {{subst:avertissement admissibilité à vérifier\|Würth Modyf}} |

Würth Modyf est une entreprise européenne spécialisée dans la conception, la fabrication et la distribution de vêtements de travail et de chaussures de sécurité. Elle est une filiale du groupe Würth depuis 2001.

## Histoire
La marque Modyf est créée en 1997 et protégée le 28 juillet 1998. Le nom Modyf est développé par M. Werneck sur demande d'Adolf Würth GmbH & Co. KG. L'entité Würth Modyf France est fondée en 2001 et devient une filiale du groupe Würth la même année.
Le développement de la marque s'inscrit dans la stratégie du groupe Würth de diversifier ses activités au-delà de la visserie et des éléments de fixation, notamment sur le marché de l'habillement professionnel.
En 2015, la direction de Modyf rencontre l'agence marketing Pascher & Heinz pour analyser comment la marque peut gagner en visibilité en utilisant la force de la maison mère Würth. En 2016, Modyf adoptent une nouvelle identité visuelle combinant le « M » de Modyf et le « W » de Würth, donnant naissance à la version actuelle de la marque : Würth Modyf.

## Organisation
Würth Modyf est organisée comme une filiale indépendante au sein du groupe Würth. En France, la société Würth Modyf France est créée en 2001 avec un capital de 1,6 million d'euros.
Elle est dirigée par Jérôme Nussbaumer en tant qu'associé-gérant.
Würth Modyf compte 9 implantations en Europe dans les pays suivants : Allemagne, Italie, France, Espagne, Portugal, Norvège, Belgique, Autriche et Pays-Bas.
Le siège social du groupe se situe à Künzelsau en Allemagne, tandis que la filiale française est basée à Erstein dans le Bas-Rhin.

## Activités
Würth Modyf se spécialise dans la conception et la commercialisation de vêtements de travail professionnels et de chaussures de sécurité. L'entreprise sert plus de 160 000 clients en mode B2B et B2C. Würth Modyf France propose plus de 3 000 références, accessibles en ligne pour les particuliers et les professionnels et via le service "Grands Comptes" pour les personnalisation des produits professionnels et pour les grandes entreprises.
Le groupe produit annuellement plus d'un million de paires de chaussures et 4,4 millions de vêtements professionnels et expédie environ 13 000 colis quotidiennement à ses clients.

## Données économiques
En 2022, Würth Modyf réalise un chiffre d'affaires de 192 millions d'euros. Pour la filiale française, le chiffre d'affaires s'élève à 30,5 millions d'euros en 2022 et au total le groupe emploie plus de 460 collaborateurs répartis dans ses différentes implantations européennes.